# 着袴

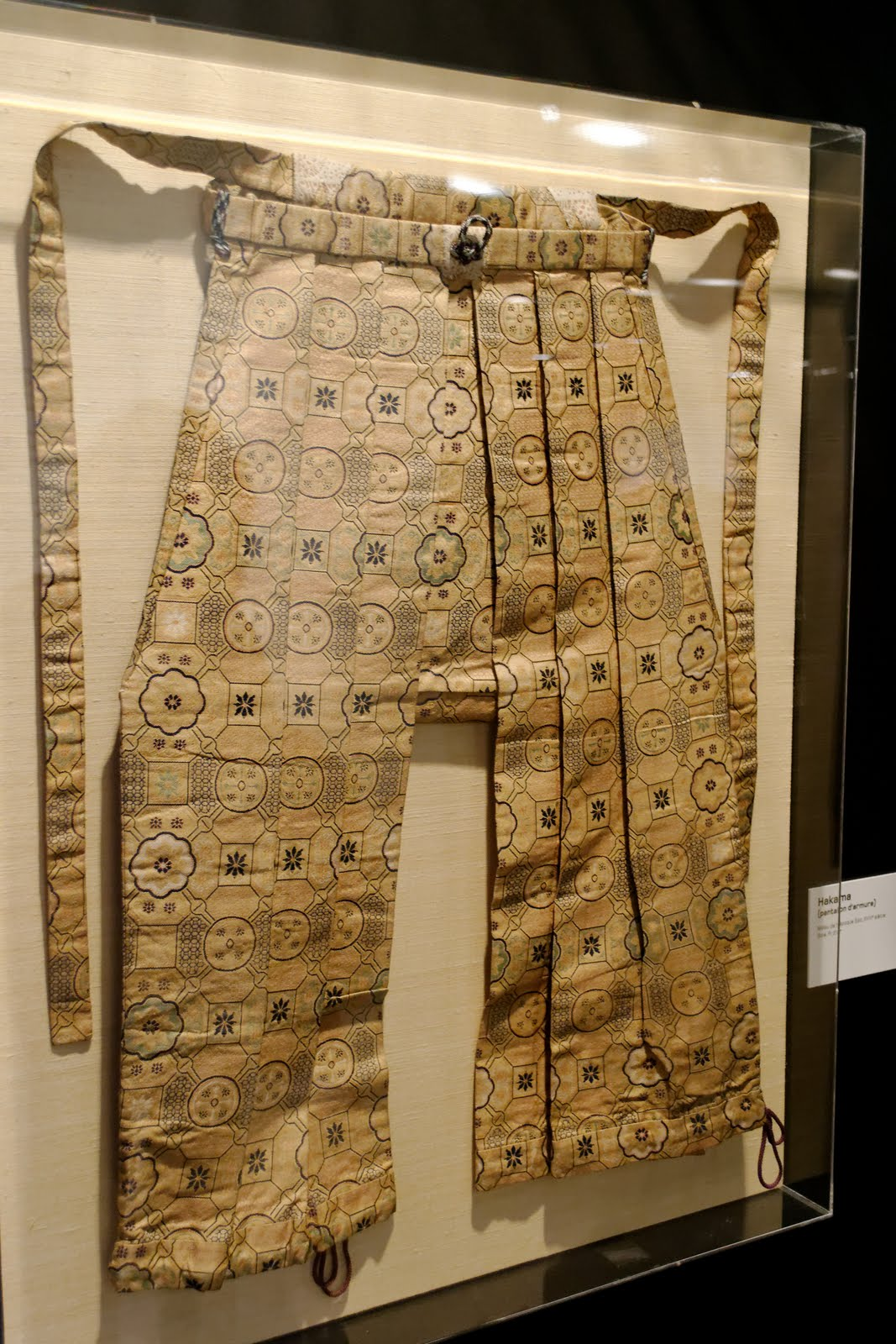
袴

着袴（はかまぎ、ちゃっこ、ちゃくこ）または袴着（はかまぎ）は、子供が幼児から児童に成長したことを祝い、初めて袴をはかせる儀式である。古代には数え3歳に行うことが多かったものの、子どもの成長に合わせて5歳から7歳、場合によっては8歳になって行うこともあった。また、期日も特に決まっておらず、吉日を選んで行われていた。近世以降、武家や庶民の間では数え5歳または7歳の11月15日に行う風習が定着し、髪置や帯解などとともに現代の七五三につながったと考えられている。現代の皇室では、数え5歳に「着袴の儀」が行われている。

## 歴史

### 古代
乳幼児死亡率の高かった時代、節目節目に子どもの成長に応じて衣装の形式を替える儀式を行い、成長を祝った。中でも重視されたのが、「着袴」（袴着）であった。少なくとも平安時代中期には公家社会に定着していたようで、『西宮記』には924年10月5日（延長2年8月29日）に弘徽殿で親王の着袴を行ったとの記載があり、『日本紀略』には961年10月3日（応和元年8月16日）に守平親王（後の円融天皇）の着袴の記録が残る。また、『源氏物語』では、「桐壺」で光源氏が、「薄雲」で明石の姫君が、それぞれ3歳で袴着を行っている。
式は以下のように進行した。まず、陰陽師に吉日を選ばせて式の日を決め、寝殿の南廂に着袴所を設ける。時間帯は、午後か夜間に行うことが多かった。式で子供の着る装束は、親族の中の高位者から贈られた。当日、客は、南廂や西廂に設けられた客座に座る。子供は吉方を向き、父親や親しい公卿・殿上人の手助けを受けながら衣装を身に着ける。最初に袴（女児の場合は濃色）をはき、父親が腰紐を結ぶ。腰紐を結ぶ役は、父親に代わって親族の高位者が着袴親として行うこともあった。皇子・皇女の場合は、天皇がみずから腰紐を結んだ。続いて、袿・直衣を着た。その後は祝宴へと移り、饗宴奏楽等が行われるのが常であった。
着袴では、男児は、身幅の狭い闕腋袍や、「半尻」と呼ばれる裾の短い狩衣を着ることが多かったが、後に直垂形式の「長絹」に変わった。着袴では指貫をはかないことになっていたが、その理由については定説はない。『古事類苑』では略服であるからとしているが、東京女子大学名誉教授の石村貞吉は、小児が着用するには指貫の紐を結ぶのが困難であったためではないかと推測している。女児は、衽のない細身の袿を着ることが多かった。

### 中世から近世以降
着袴の儀式は、遅くとも鎌倉時代初期には武家にも広まっており、『吾妻鏡』には、1206年7月30日（建永元年6月16日）に公暁の着袴之儀を行ったことが記録されている。武家においても、やはり着袴親は父親か親族の中で人望のある者が務めた。家臣は祝いとして馬や太刀を献上した。
江戸時代になると、庶民の間にも衣類を新調して産土神を参拝する行事として着袴が広まった。参拝後は親戚宅を訪問したり、自宅に親類や知人を招いて祝宴を開いた。徳川将軍家では、着袴の式後は紅葉山の廟所（東照宮）を参詣し、その後、祝いの三献の儀を行うこととなっていた。
もともとは式を行う年齢は決まっていなかったが、江戸時代になるころには、5歳または7歳に固定されるようになっていった。また、期日も定まっておらず、その都度吉日を選ぶものであったが、『西鶴織留』には「五歳の春、着初めの袴をわが手にかけて皺伸ばして」とあり、江戸時代初期には正月の行事となっていた。しかし、延宝のころから次第に11月15日に行う風習となり、『東都歳事記』では、髪置・帯解・宮参りなどとともに11月15日の行事とされている。11月15日に集められたのは、この日が万事に吉である鬼宿日であたるため、あるいは、徳川綱吉の子の徳松の祝いをこの日に行ったためとされる。それでも公家や将軍家では、やはり正月の吉日を選んで行われることが多かった。
近代になると、11月15日の行事となった髪置・着袴・帯解などは一まとめにされ、七五三となった。

## 着袴の儀
近代以降の皇室では、男女問わず数え5歳で「着袴の儀」が行われている。『皇室誕生令』には規定はなく、1964年（昭和39年）11月1日に行われた浩宮徳仁親王（後の第126代天皇）の際は、東宮御所の広間に畳が敷かれ、父母である皇太子明仁親王・同妃美智子（後の第125代天皇と皇后）の前で、白い祭服を着た東宮侍従と東宮大夫が白絹の袴を着せ、腰紐を結んだ。なお、この時に徳仁は、父の明仁が着袴の儀で着用した「落瀧津」と呼ばれる黒紅色の地に金銀糸で瀧の流れを織り出した着物を着用した。
男子の場合は、「着袴の儀」に続いて「深曽木の儀」が行われる。「着袴の儀」「深曽木の儀」が終わると、宮中三殿を参拝する。これは、一般の七五三における宮参りにあたるものとされる。
2006年（平成18年）に敬宮愛子内親王の「着袴の儀」が、2011年（平成23年）には秋篠宮家の悠仁親王の「着袴の儀」と「深曽木の儀」が行われた。